# Dodge Senior
Der Dodge Senior (auch: Dodge Serie 2249, Dodge Serie 2251 / 2252, Dodge S-Serie, Dodge DB-Serie) war ein großer PKW der Firma Dodge Brothers in Detroit, der im Mai 1927 vorgestellt wurde. Nach Übernahme durch Chrysler 1928 wurde er noch zwei Jahre weitergebaut.

## Von Jahr zu Jahr

### Serie 2249 (Mai 1927–Januar 1928)
Die Wagen hatten einen seitengesteuerten Sechszylinder-Reihenmotor mit 3.676 cm³ Hubraum, der 60 bhp (44 kW) bei 2800/min. abgab. Es war der erste Sechszylinder der Marke. Seine Kraft wurde über eine Einscheiben-Trockenkupplung und ein Dreiganggetriebe auf die Hinterräder übertragen. Auf dem Fahrgestell mit 2946 mm Radstand wurden eine 4-türige Limousine, ein 2-türiges Coupé mit 2 oder 4 Sitzplätzen und ein 2-türiges Cabriolet für 2 Personen angeboten. Hydraulische Bremsen an allen vier Rädern gehörten zur Serienausstattung.

### Serie 2251 / 2252 (Januar 1928–Juli 1928)
Bereits im Januar 1928 wurde der Wagen überarbeitet. Der Motor gab bei gleichem Hubraum nun 68 bhp (50 kW) bei 2800/min. ab. Von allen vier Aufbautypen gab es nun zusätzlich Sportausführungen, die konturierte Kotflügel, Drahtspeichenräder und Reserveräder an den Fahrzeugseiten besaßen.

### Serie S (Juli 1928–Juli 1929)
Mitte 1928 wurden die Wagen gründlich überarbeitet und erhielten 4″ mehr Radstand (3048 mm). Ebenfalls wurde der Motor auf 3.959 cm³ Hubraum aufgebohrt und leistete 78 bhp (57,3 kW) bei 3000/min. Von den Sport-Modellen blieben nur noch das Coupé und die Limousine übrig, dafür kamen eine 2-türige Victoria und ein 4-türiges Landaulet dazu.

### Serie DB (Juli 1929–Juli 1930)
Mitte 1929 wurde die S-Serie in DB-Serie umbenannt, wobei die Modelle größtenteils übernommen wurden. Zu den technischen Neuerungen zählte das Vierganggetriebe. Es wurden nur noch vier Aufbauten angeboten: Limousine, Coupé, Roadster und Victoria.
Ab November 1930 löste die DH-Serie den Senior ab.

## Quelle
- Beverly R. Kimes, Henry A. Clark: Standard Catalog of American Cars 1805–1942. Krause Publications, Iola 1985, ISBN 0-87341-045-9.